# Incendio de Edimburgo
El Incendio de Edimburgo en 1544 por un ejército marítimo inglés fue la primera acción importante de las guerras del Rough Wooing. Un ejército escocés observó el desembarco el 3 de mayo de 1544 pero no se enfrentó a la fuerza inglesa. El Preboste de Edimburgo se vio obligado a permitir que los ingleses saquearan Leith y Edimburgo, y la ciudad fue quemada el 7 de mayo. Sin embargo, la artillería escocesa del Castillo de Edimburgo acosó a las fuerzas inglesas, que no tuvieron ni el tiempo ni los recursos para asediar el castillo. La flota inglesa zarpó cargada con los bienes capturados y con dos barcos que habían pertenecido a Jacobo V de Escocia.

## El plan

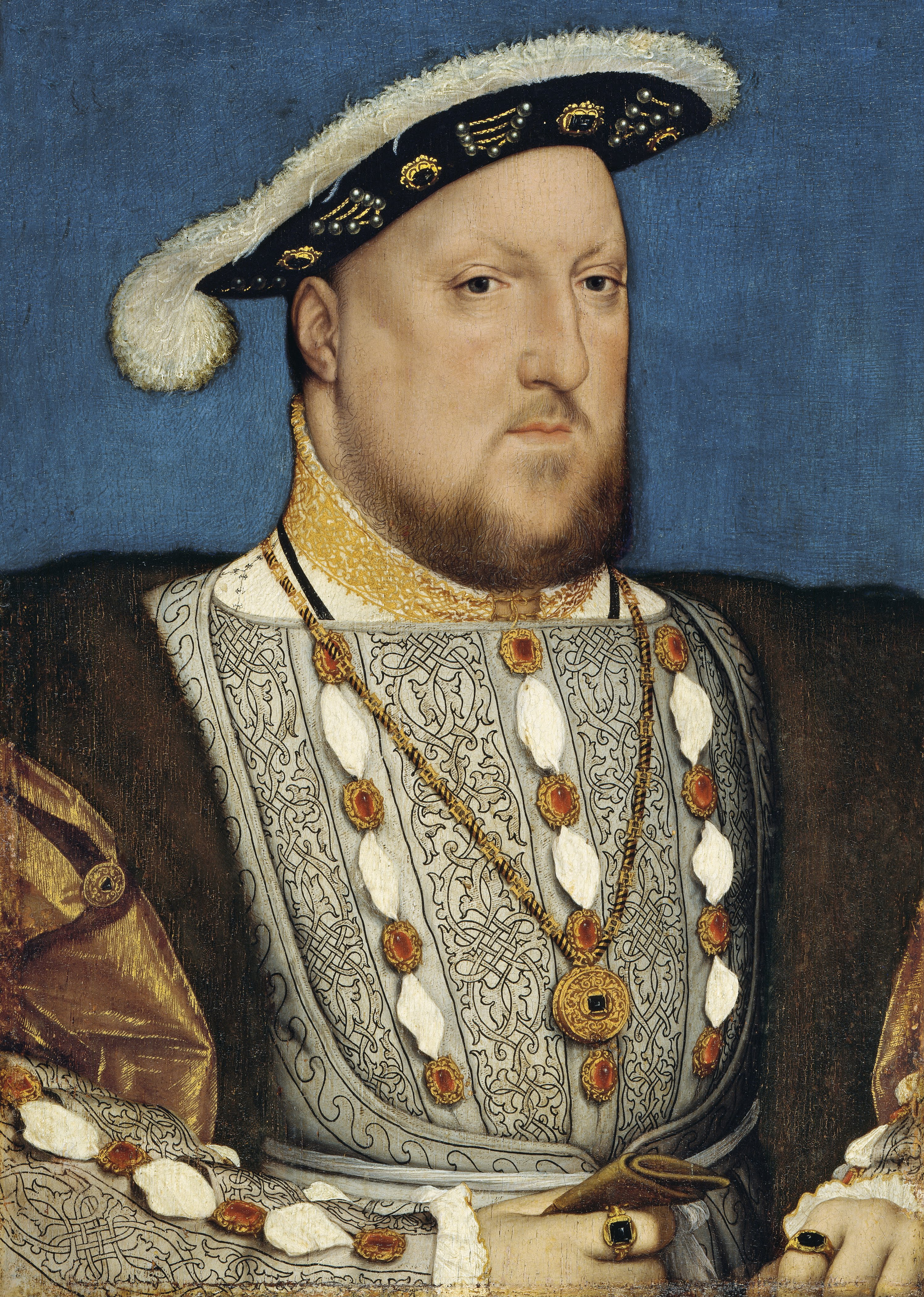
Retrato de Enrique VIII de Inglaterra.

Enrique VIII de Inglaterra deseaba unir el Reino de Escocia con el Reino de Inglaterra, o al menos poner el reino bajo su hegemonía. Había contratado con el regente James Hamilton, II conde de Arran que María I de Escocia se casara con su hijo, el príncipe Eduardo. Pero Arran permitió que el Parlamento de Escocia revocara este acuerdo, lo que llevó a Enrique VIII a declarar la guerra en diciembre de 1543, y ahora el regente estaba haciendo terreno contra sus rebeldes que todavía apoyaban el matrimonio inglés, como el conde de Lennox, el conde de Glencairn, el conde de Cassillis y el conde de Angus. Estos nobles estaban en contacto con Enrique VIII a través del secretario de Lennox, Thomas Bishop, y el capellán de Angus, Master John Penven. Sus cartas a Enrique VIII solicitaban la intervención, y en marzo respondió que un «ejército principal» estaba en preparación. El Consejo Privado de Enrique dio sus instrucciones para la fuerza de invasión el 10 de abril de 1544, y debían hacerlo:

Ponedlo todo a fuego y espada, quemad Edimburgo, tan arrasada y desfigurada cuando hayáis saqueado y sacado lo que podáis de ella, que pueda quedar para siempre un recuerdo perpetuo de la venganza de Dios iluminada sobre [ellos] por su falsedad y deslealtad.

Edward Seymour, I duque de Somerset, en ese momento llamado Lord Hertford era el Teniente del Rey de este Ejército Real. Había considerado establecer una guarnición inglesa en Leith, dentro de muros hechos de madera y cubiertos de césped, y fortificar Inchkeith, pero el Consejo Privado vetó este plan. Enrique VIII también le había pedido que destruyera Saint Andrews, pero Hertford señaló que la distancia extra sería problemática.

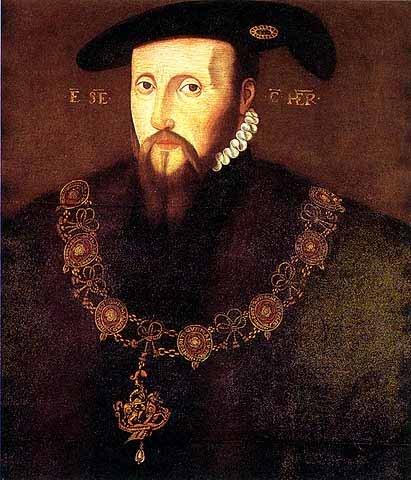
Edward Seymour, I duque de Somerset.

Hertford discutió con el Consejo Privado la posibilidad de que los aliados escoceses capturaran al cardenal David Beaton durante su invasión. Enrique creía que Beaton, partidario de la Auld Alliance con Francia, era particularmente responsable del rechazo del plan de matrimonio. Los posibles secuestradores de Beaton incluían a James Kirkcaldy de Grange, Norman Leslie Master of Rothes, y John Charteris que se ofreció a intentar capturar al cardenal mientras viajaba por Fife. Su segundo plan era atacar a Arbroath mientras la atención se centraba en Edimburgo. Esta oferta fue hecha por Alexander Crichton de Brunstane que envió un mensajero llamado Wishart a Hertford. El tiempo era demasiado corto para ofrecer apoyo militar a estos planes, pero si los interesados se unían a la destrucción de la propiedad de la Iglesia se les ofrecería asilo en Inglaterra y 1000 libras esterlinas para financiar su acción. Cualquier esquema más elaborado que una incursión punitiva en Edimburgo fue archivada ya que Enrique VIII comprometió recursos para el asedio de Boulogne-sur-Mer en Francia ya planeado para el verano.

## Suministros
El ejército se reunió en Newcastle upon Tyne y Gateshead. En abril de 1544, Christopher Morris informó a Edward Seymour, I duque de Somerset que había organizado municiones para la invasión en Berwick-upon-Tweed. Estas incluían:
- 2 culebrina
- 3 cañones saker
- 8 halcones
- 1 falconete
- 4 carros con dos pedreros en cada uno
- 3000 arcos, 1000 listos ensartados en 60 cofres
- 4000 gavillas de flechas en 80 cofres
- 4 barriles de cuerdas de arco; descritas además como 40 gruesas de 12 docenas, es decir, 5760 cuerdas
- 480 picas moras
- 3000 armas de asta

Anthony Neville de South Leverton fue nombrado Agrimensor General de Vituallas para el ejército.[6] Edward Shelley —que fue uno de los primeros soldados ingleses en morir en la batalla de Pinkie— informó que tenía 40 mil pesos de galleta el 20 de abril. En Berwick, Shelley tuvo problemas para conseguir suficiente carbón o madera para hornear y elaborar cerveza. Tuvo que pedir permiso para impresionar más suministros y mantener las ventas para rotar su stock. 4000 jinetes de la frontera esperaban en Berwick la señal de Hertford. Al principio se planeó que harían un ataque de distracción en Haddington. Su comandante Ralph Eure escribió desde el castillo de Alnwick el 28 de abril que estos «compatriotas» eran tan pobres que tuvo que prestarles dinero. También pidió 1000 arqueros de Yorkshire como refuerzo para que pudieran venir a Edimburgo a apoyar el desembarco. En el caso, se acordó que Hertford convocaría a Eure cuando hubiera desembarcado sus tropas. Cuando los hombres de Eure llegaran a Edimburgo recibirían su paga.

### Órdenes para la flota

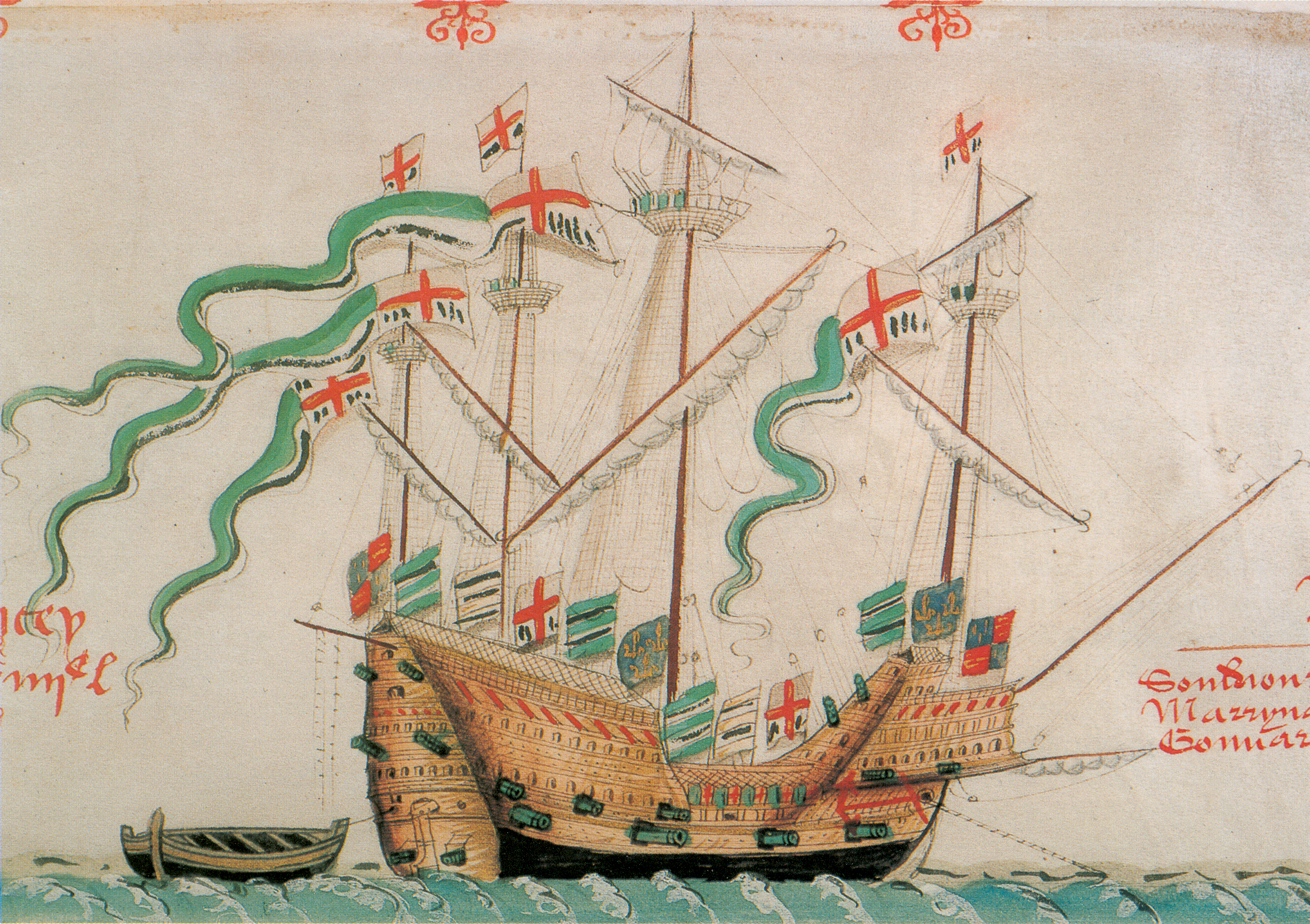
El barco carrack Pauncy según el Anthony Roll.

Las órdenes para la flota de Tynemouth se dieron el 28 de abril. Todos los barcos debían estar listos para levar anclas con viento favorable. El Lord Almirante, buque insignia del Vizconde Lisle volaría la Cruz de San Jorge en el mástil de proa y dos faros de noche. Los barcos de la vanguardia, seguirían y anclarían lo más cerca posible. Hertford y el barco del tesoro —Ralph Sadler era el tesorero— lo seguirían con su insignia en el mástil principal del Rose Lion con dos luces nocturnas en los obenques. El Conde de Shrewsbury, Francis Talot, capitán de la retaguardia volaría con su insignia en su mástil de mesana, con una luz de antorcha en la cubierta de popa por la noche. Los otros barcos no debían mostrar banderas o luces. Cualquier nave que transportara cañones de base o doble base debía montarlos en la cubierta delantera para el desembarco.
Los barcos eran, para la vanguardia: el Pauncy, el Minion, el Swallow, el Gabian of Ipswich, el John Evangelist, el Galley Subtle, con la barca de Calais. Para la batalla: el Sweepstake, el Swan de Hamburgo, el Mary Grace, y el Elizabeth de Lynn. Para la retaguardia: la Great Galley, Gillian of Dartmouth, Peter Pomegranate, Anthony Fulford, y la Barque Riveley.

## Defensa
El 23 de abril de 1544, todos los pueblos de la costa este de Escocia fueron advertidos de que debían establecer sus límites para resistir a la marina inglesa. Los hombres de los condados vecinos fueron convocados para reunirse en Edimburgo el 5 de mayo. Se contrataron más artilleros para el Castillo de Edimburgo, y los bienes del Regente Arran y los tapices reales fueron llevados por la Royal Mile desde Holyroodhouse hasta el castillo y vigilados por su sirviente de vestuario Malcolm Gourlay. El mes anterior, un comerciante de Edimburgo, James Johnston de Coates, recibió 22 libras por ir a «averiguar el propósito de los ingleses». Los registros de Burgh faltan en su mayoría para el año, por lo que no hay información detallada sobre ninguna medida de defensa proporcionada por la ciudad. El relato inglés menciona que los escoceses habían hecho grandes trincheras y zanjas para defender Leith.

## El desembarco
Un relato del episodio fue publicado más tarde en 1544 en Londres como: La tardía expedición a Escocia hecha por el ejército de la alteza del Rey bajo la dirección del honorable Conde de Hertford en 1544. Un relato posterior del secretario de María I de Escocia, Claude Nau registra la flota quemando St Mynettes en el lado norte del Forth y tomando barcos de pesca para el desembarco.
John Knox dio un relato del desembarco desde otro punto de vista escocés. La flota inglesa fue avistada antes del mediodía del sábado 3 de mayo. Knox dijo que el cardenal Beaton descartó la amenaza y se sentó tranquilamente a cenar. A las 6 p. m. había 200 barcos y un piloto inglés sondeó las profundidades entre Granton y Leith. Aunque los expertos pudieron ver que esto significaba que los ingleses estaban dispuestos a desembarcar, no hubo respuesta escocesa. Al amanecer del domingo, algunos de los barcos más pequeños se dirigieron a tierra en Granton, Edimburgo, y las tropas desembarcaron usando muelles para los barcos más grandes. Según Knox, cuando unos 10 000 hombres desembarcaron sin ser desafiados, el cardenal y el regente Arran abandonaron Edimburgo.

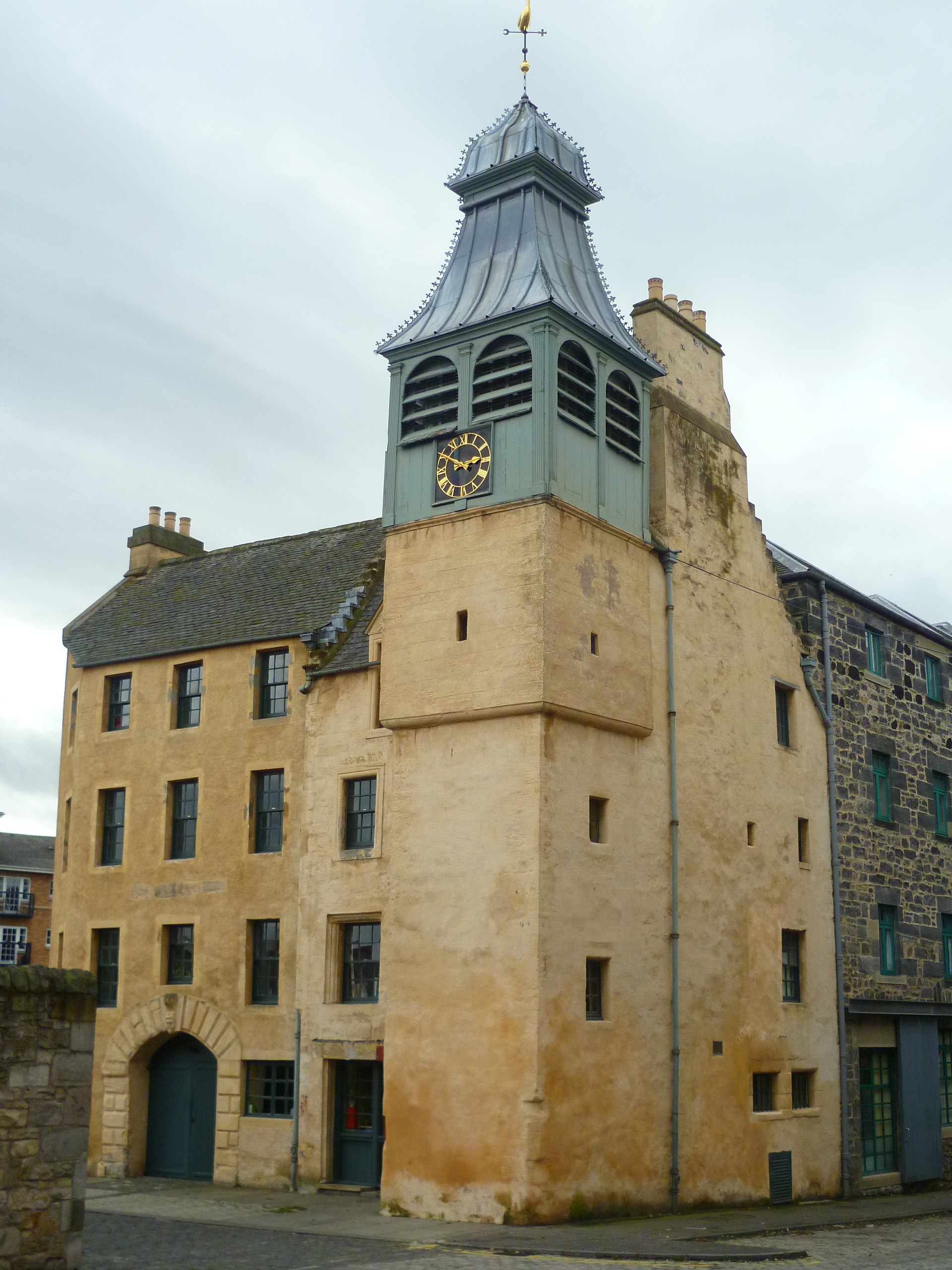
St Ninian's Chapel at the Bridgend fue quemada en mayo de 1544. La mansión adjunta todavía está en pie.

El relato inglés es similar, pero menciona la presencia de cinco o seis mil jinetes y algunos soldados de a pie, posicionados para evitar la corta marcha de Granton a Leith en un vado en el Agua de Leith. El cardenal estaba con este ejército pero después de unos pocos disparos y únicamente un par de bajas a cada lado, los escoceses abandonaron su posición en el vado de un arroyo, dejando sus ocho cañones. —Lisle dijo que se colocaron dos hondas y tres serpentinas para disparar al otro lado del río, lo que concuerda con el plan de Lee—. Los condes de Huntly y Moray también dejaron el campo. El propio despacho de Hertford lo describe como una pelea de media hora, «bien manejada por ambas partes», con los arcabuceros de Peter Meutas dando un buen servicio. El Almirante informó que Beaton se quedó hasta que estuvo al alcance de las armas de fuego. Llevaba un vestido de terciopelo amarillo, cortado y arrancado con sarcenet blanco de oropel.
Otra posición ante el propio Leith ofreció cierta resistencia, pero se dobló después de que tres expertos artilleros escoceses fueran asesinados por flechas. Hertford convocó a Eure y a los jinetes de la frontera con una breve nota que mencionaba la falta de resistencia, firmada desde el campo al oeste de Leith. Los ingleses entraron en Leith sin oposición, donde encontraron dos barcos que habían pertenecido a Jacobo V, el Salamander of Leith y el Unicorn. Algunos edificios de Leith se quemaron, incluyendo la capilla de St. Ninian al final del puente. Su seguridad nocturna se incrementó por las trincheras defensivas recientemente construidas. Al día siguiente, lunes 5 de mayo, los grandes barcos ingleses pudieron descargar la artillería más pesada en el muelle de la costa de Leith. Estos cañones iban a ser usados contra las puertas de Edimburgo y el castillo. El cardenal Beaton abandonó la zona el lunes, fecha registrada en sus cuentas para contratar un guía entre Corstorphine y Stirling, —un viaje que entonces se hacía más habitualmente en barco—. Según Eustace Chapuys, el mismo día el enemigo del cardenal Alexander Crichton de Brunstane intentó encontrarse con Hertford en Leith, pero un guardia inglés le disparó con una flecha en la pierna. Sin embargo, Hertford escribió que Brunstane estaba en el campo con Arran y se retiró con él a Linlithgow.
El conde de Angus, George Douglas de Pittendreich y lord Maxwell estuvieron en prisión en el Castillo de Blackness y en el Castillo de Edimburgo porque apoyaban la alianza inglesa. Arran, Guise y el cardenal ordenaron su liberación para que sus partidarios ayudaran a su causa. Maxwell escribió más tarde que se les ofrecieron incentivos en efectivo, con ingresos de las tierras de la iglesia y pensiones del rey de Francia Francisco I.

## Edimburgo

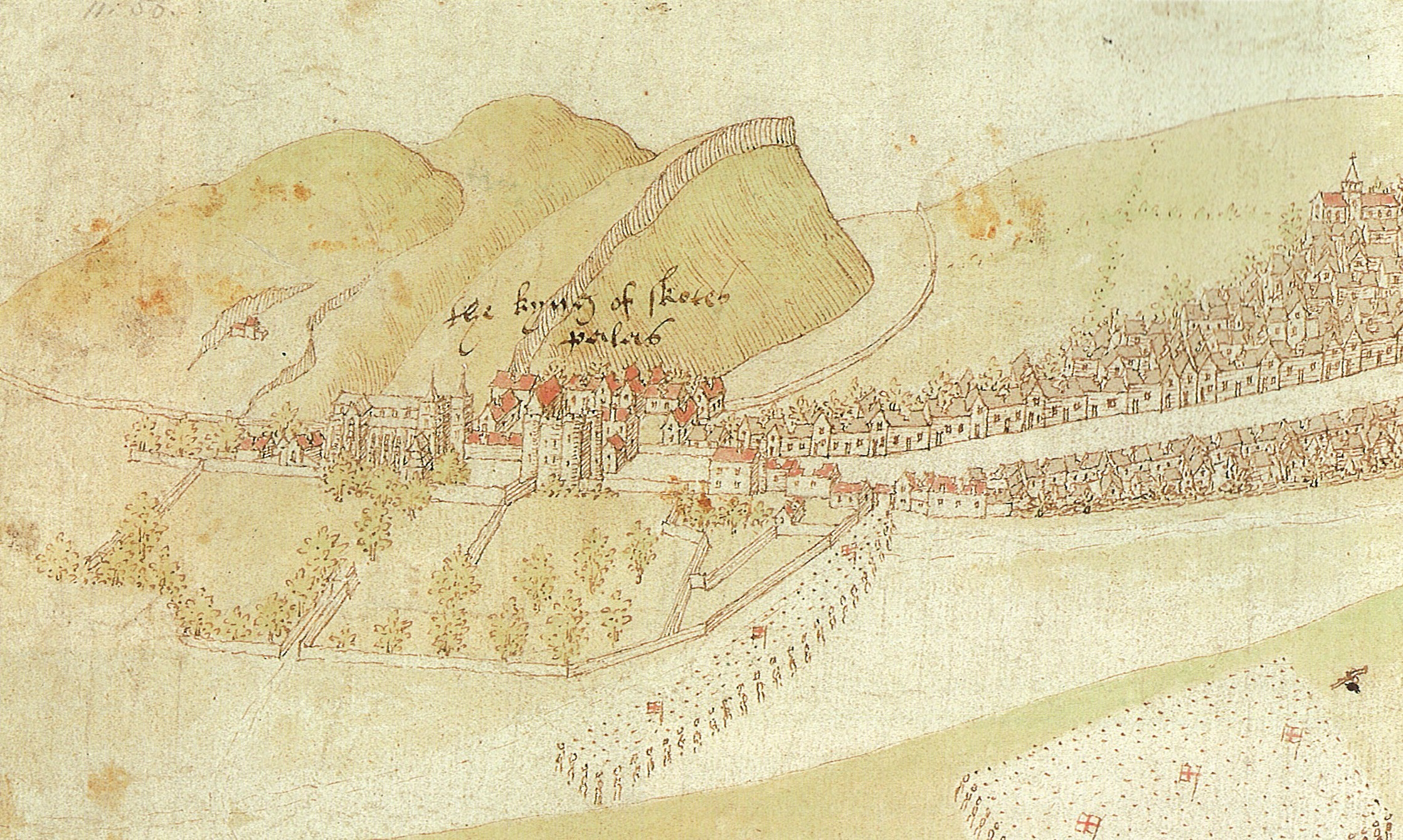
Detalle del llamado Hertford sketch (1544), señalando el palacio de Holyrood —palacio del rey de los escoceses—, con las tropas inglesas en el primer plano —centro y derecha— durante el saqueo de Edimburgo. British Library.

William Stourton, más tarde comandante del fuerte de Newhaven en Ambleteuse, quedó a cargo de Leith el 6 de mayo con 1500 hombres mientras la fuerza principal se acercaba a la propia Edimburgo. Fueron recibidos por el preboste Adam Otterburn y dos heraldos. Otterburn se ofreció a entregar las llaves de la ciudad con condiciones. Hertford se negó a aceptar ya que no tenía autoridad para negociar. Otro heraldo inglés fue al castillo y regresó con la noticia de que el Conde de Huntly y Lord Home habían traído 2000 jinetes para defender la ciudad.
Christopher Morris recibió la orden de llevar su artillería al Canongate para asaltar la Puerta del Arcoíris de Edimburgo. Durante esta operación algunos de los artilleros ingleses fueron asesinados. La infantería atacó la puerta y, según la narración inglesa, sacó una de las piezas de artillería escocesa a través de su cañón. Los escoceses no pudieron tomar represalias debido a los pesados disparos de armas pequeñas y al arco, durante los cuales Morris colocó un cañón cerca de la puerta. Después de tres o cuatro rondas, la puerta fue abierta y el ejército inglés irrumpió matando a 300 o 400 defensores. Los relatos del tesoro público escocés registran que sus armas pesadas fueron retiradas de la calle principal hacia el castillo. En este punto, según un informe enviado a Carlos I de España, las tropas inglesas que no estaban acostumbradas a la guerra urbana lucharon entre sí, y William Howard, hermano de Thomas Howard, III duque de Norfolk, fue herido en la mejilla por una flecha inglesa. En la Royal Mile, la calle principal central de Edimburgo, los ingleses estuvieron expuestos a la artillería del castillo. Intentaron colocar su cañón sobre el Butter-Tron, entre Lawnmarket y Castlehill. Un disparo desde el castillo desmontó un cañón inglés, y Hertford ordenó que fuera reventado deliberadamente. Al final de ese día, los ingleses se retiraron de la ciudad a su campamento en Leith después de iniciar un número de incendios.
El 7 de mayo, continuaron los incendios y saqueos, en la ciudad y en el Holyrood, y a la fuerza inglesa se le unieron los 4000 jinetes de la frontera de Ralph Eure. Lord Hertford y sus compañeros escribieron que vieron arder Edimburgo desde una colina al lado de la ciudad y pudieron oír «mujeres y pobres criaturas miserables» gritando y culpando al cardenal.
Nicholas Poyntz fue enviado a quemar Kinghorn y las aldeas del norte del río Forth. La fortaleza de la isla de Inchgarvie fue capturada y destruida por Richard Brooke en la Galera Subtile el 6 de mayo. Hertford había mencionado en su despacho que hubiera sido útil para guarnecer Inchgarvie, pero las órdenes de Enrique VIII de Inglaterra no lo permitieron.
Christopher Morris embarcó la artillería más grande, los barcos zarparon, y el 14 de mayo el puerto y los muelles de Leith fueron demolidos. Hertford, como teniente del rey, nombró caballero a 58 de sus capitanes y su sirviente Thomas Fisher distribuyó tres libras y 15 chelines entre los hombres. El ejército dejó Leith por tierra el 15 de mayo, parando para quemar el Palacio de Seton y Haddington.

## Castillo de Edimburgo

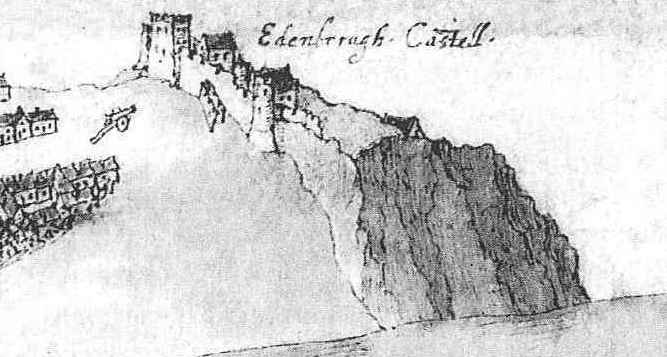
Detalle del boceto de Richard Lee que muestra al castillo de Edimburgo con un cañón de asedio inglés ante la Torre de David.

Aunque el ejército de Hertford entró en la ciudad con poca resistencia, los defensores del castillo liderados por el capitán, James Hamilton de Stenhouse, mantuvieron un bombardeo de artillería, disparando por la línea de la Royal Mile. El secretario de las Obras del Rey, Richard Lee, que era el capitán de los Pioneros en esta expedición y el agrimensor de Calais, William Burgate, declararon el castillo inexpugnable.
Uno de los artilleros del castillo era Andrew Mansioun, un tallista francés que había hecho accesorios para el Unicorn, el yate de Jacobo V y muebles para los palacios reales. Su mano se lesionó cuando un cañón disparó por la espalda, y en junio de 1544 le dieron 44 chelines para pagar el tratamiento.Su mano se lesionó cuando un cañón disparó por la espalda, y en junio de 1544 le dieron 44 chelines para pagar el tratamiento.
Las reparaciones se hicieron en julio de 1544, cuando dos de los artilleros, Tibault Roqueneau y Piers Schouffene —franceses o flamencos, originalmente empleados en el castillo de Dunbar— estaban trabajando para mejorar los emplazamientos de los cañones con gaviones. El muro delantero del castillo fue reforzado y reparado a partir de julio. Estos trabajos fueron completados entre julio y agosto de 1546 por tres albañiles y cuatro obreros —llamados "barrowmen" en las cuentas—.

## Saqueo
Hertford estimó el valor de los bienes en Leith en 10 000 libras. Esto incluía un gran stock de tres grados de tela de lino de Bretaña. Los barcos fueron cargados con propiedades confiscadas en Edimburgo y Leith. También tomó los barcos Salamander y Unicorn, cargándolos con 80 000 balas de cañón para lastre del arsenal de King's Wark. Un objeto capturado sobreviviente es el atril de Dunkeld, retirado de la abadía de Holyrood antes de que los soldados ingleses dispararan contra la iglesia. El atril puede haber llegado a manos de Richard Lee que hizo planos de Edimburgo y Leith y evaluó la fuerza del castillo de Edimburgo. Lee ciertamente tomó una fuente de bronce de Holyrood que donó a la Abadía de St. Albans. Hizo que la grabaran con una inscripción que decía que se usaba para el bautismo de los Reyes de Escocia. Como reliquia de la monarquía fue destruida durante la guerra civil inglesa. Longleat House tiene una copia manuscrita de la traducción de la Crónica de Escocia de Hector Boece, tomada por el mayordomo de Hertford, John Thynne, del Palacio de Holyrood el miércoles 7 de mayo de 1544.
Algunas de las listas de reunión de Hertford sobreviven en Longleat. Estas incluyen el nombre de William Norris de Liverpool. Tradicionalmente se ha afirmado que los paneles tallados en su casa de Speke Hall procedían del Palacio de Holyrood aunque esto ha sido cuestionado por motivos de estilo. También en la casa de Speke Hall, había libros jurídicos como Bartolus sup. primi degestis veteris, Venecia (1499) de Bártolo de Sassoferrato, y Panormitanus on the Decretals, Lyon (1501) de Panormitanus, con la Biblia de Robert Estienne (1532). William Norris escribió en cada volumen que fueron ganados en Edimburgo el 8 de mayo de 1544. Los libros pasaron a la biblioteca del Ateneo de Liverpool en el siglo XIX. Fueron devueltos a Edimburgo en 2008 cuando la Biblioteca Nacional de Escocia compró la colección. Las inscripciones muestran que pertenecían al abad de Cambuskenneth, que tenía un alojamiento en el lado sur de Lawnmarket.

## Lugares quemados
Durante su regreso el ejército inglés quemó varios asentamientos. La destrucción fue descrita por Walter Lynne en su apéndice a las Crónicas de Johann Carion, (1550); «quemando y destruyendo el condado de alrededor, desparramando el castillo bajo, el remolque, el pilón, hasta que derrocaron y destruyeron muchos de ellos, como el distrito de Edenborough con la Abadía llamada Holy Rodehouse, y los reyes de Palice se unieron a ellos. El pueblo de Lyth también con el refugio y la pira. El castillo y la villa de Cragmyller, la abadía de Newbottell, y parte de la ciudad de Muskelborowe, la capilla de nuestra señora de Lawret. Preston Towne, y el castillo Hatintowne con los Freres y Nunery, y el castillo de Oliuer Sancklers, el pueblo de Dunbar, Laurestone con el Graunge, con muchos otros pueblos, castillos, villas y pilotes.»
Los siguientes lugares quemados o demolidos fueron listados por William Patten, con otros lugares y fechas de un manuscrito en la Colección Harley.
- Castillo de Craigmillar y villa, 12 de mayo.
- Nether Duddingstone, 12 de mayo.
- Sandhinche, 12 de mayo.
- The Ficket, Fickettes, (posiblemente Figgate ), 12 de mayo.
- Prestonpans y la Torre de Preston, 12 de mayo.
- Abadía de Newbattle, 15 de mayo.
- Parte de Musselburgh y la Capilla de Loretto, 15 de mayo.
- Tres torres en Preston, Scottish Borders, ( Billie Castle, Bonkyll Castle y Blanerne Castle ).
- Un castillo de Oliver Sinclair.
- Dunbar.
- Castillo de Lauriston.
- Drylaw.
- Wester Craig.
- Enderleigh, Pele y la ciudad, Kirkland Hill.
- Innerwickk.
- Broughton (Borders).
- Bolton.
- Yester Fells.
- Cramond, Bowland.
- Duddingston, Butterden.
- Palacio Seton, 16 de mayo.
- Stanhows, (posiblemente Stanhope).
- Quickwood.
- Beverton, o "Bentestoun" (House Stevenson).[44]
- Tranent, 16 de mayo.
- Haddington Town, Friary y Nunnery, 17 de mayo.
- Castillo de Markle, 17 de mayo.[44]
- Byldy (sic) y Billie Tower cerca de Auchencrow
- Stenton, 17 de mayo.
- Traprain Law, 17 de mayo.
- East Linton, 17 de mayo.
- Villa hasta los pies del castillo Tantallon, 18 de mayo.
- East Barnes, 18 de mayo.
- Blackthorn, 18 de mayo.
- Blackburn or Blackthorn.
- Dunbar, 18 de mayo.
- Raunton o Raynton, Reston? y Pele de Byckley, 19 de mayo.
- Lugares quemados por la flota bajo el mando de Nicholas Poyntz: Kinghorn, St Monans, South Queensferry, una parte de Pittenweem, y Burntisland.

## Período posterior
La noticia se difundió rápidamente por toda Europa, aunque Nicholas Wotton en Espira tuvo que mostrar la importancia de Edimburgo como capital de Escocia utilizando las Crónicas de Hector Boece y John Mair. Sin embargo, aparte de la destrucción física, un reciente historiador del conflicto, Marcus Merriman, concluyó que el ejército, «realmente no tuvo mucho efecto a largo plazo». Aunque Edimburgo no se vio amenazada de nuevo por la guerra, la reconstrucción fue un proceso lento. Se construyeron nuevos edificios en el mismo lugar que sus predecesores. La tenencia de las tierras de Edimburgo era compleja con un número de propietarios que reclamaban ingresos de los edificios subdivididos, con algunas porciones «mortificaban» a los capellanes de los altares. Al final de la guerra, en septiembre de 1551 y febrero de 1552, el Parlamento estableció directrices para compartir la carga de los costes de reconstrucción de las tierras quemadas y de las viviendas brint be the auld inimies of Ingland («a punto de ser los antiguos enemigos de Ingland»).

## Los caballeros y capitanes de Hertford
Hertford, como el teniente del rey nombró caballeros a los hombres que se enumeran a continuación. Los nombres de sus capitanes se registran en los libros de pago y listas de reunión conservados en la Longleat House. Un libro de notas de «dinero de conducta» del lugar de donde procedían los capitanes, por ejemplo, Hugh Chomley de Cholmondeley, Cheshire, con 100 hombres, pagó por viajar 130 millas a Edimburgo y de vuelta, William Norris de Liverpool, John Markham de Cottham cerca de Retford,Nottinghamshire.

Caballero el domingo 11 de mayo, en Leith:
- Edward Clinton
- John Conyers, de Hornby
- William Wroughton
- Thomas Venables
- Thomas Legh
- Edward Darrell
- John Luttrell
- George Bowes de Streatlam.
- Ralph Bulmer
- Thomas Holcroft, de Vale Royal
- William Brereton
- Hugh Cholmeley, de Cholmondeley
- Edward Warren, de Poynton
- Brian Layton
- Piers Legh, de Lyme
- John Constable
- Edmund Trafford
- Hugh Calvely, de Lea
- John Atherton
- Thomas Gerrat
- Richard Lee
- Richard Cholmley e Roxby[49]
- Thomas Waterton
- William Vavasour
- Richard Shirborne de Stonyhurst
- Peter Frecheville, de Staveley
- Thomas Cokayne, de Ashbourne
- Robert Stapleton
- Richard Egerton
- Laurence Smyth, de Hough
- William Ratcliff, de Ordsall
- Thomas Maleveray, de Allerton
- Robert Worseley
- Thomas Talbott, de Bashall
- Richard Holland
- John Legh, de (Norbury) Booths
- Thomas Clerk
- Amember/neville-sir-anthony-1508-57 C. J. Black, 'NEVILLE, Sir Anthony (by 1508–57)', The History of Parliament: the House of Commons 1509–1558, ed. S. T. Bindoff, 1nthony Neville de South Leverton[50]
- Leonard Beckwith
- John Jenninges
- Thomas Holt

Caballero el martes 13 de mayo, en Leith:
- Charles Howard
- George Blount
- William Woodhowse
- George Brereton
- Urian Brereton
- Philip Egerton.

Caballero el domingo 18 de mayo en Butterdean cerca de Coldingham, (llamado castillo de Kilspindie) ;
- William Damport (Davenport), de Bramall
- Ralph Leycester, de Toft
- Edmund Savage, de Rocksavage
- John Massey
- John Nevill
- Hugh Willoughby
- Edward Warner
- Peter Meutas
- Robert Constable
- Humphrey Braidburne
- Francis Hothome.[51]